# Amphientulus
Amphientulus – rodzaj pierwogonków z rzędu Acerentomata i rodziny Acerentomidae.

## Taksonomia
Rodzaj ten opisany został w 1981 roku przez Sørena Ludviga Tuxena. Gatunkiem typowym jest Berberentulus validus. Wraz z rodzajami Amazonentulus, Baculentulus, Berberentulus, Neobaculentulus i Notentulus tworzy grupę rodzajów określaną jako "Berberentulus-complex". 

## Opis
Rodzaj ten obejmuje Acerentomidae o zredukowanej rowkowanej przepasce do tego stopnia, że po rowkach nie ma żadnego śladu, często jednak występuje hakokształtny wzór. Głaszczki wargowe zredukowane z 3 szczecinkami. Druga i trzecia para odnóży odwłokowych z 2 szczecinkami: długą przedwierzchołkową i silną boczno-wierzchołkową. Sensilla t1 na przednich stopach buławkowata, t3 słoikowata, b′ obecna, a b najczęściej krótsza od c. Sternum VIII z lub bez tylnego rzędu szczecinek.

## Występowanie
Przedstawiciele rodzaju stwierdzeni zostali z Australii, Nowej Zelandii, Ameryki Południowej, Korei i Madagaskaru.

## Systematyka
Opisano 10 gatunków z tego rodzaju:
- Amphientulus aestuarii (Tuxen, 1967)
- Amphientulus alienus (Tuxen, 1967)
- Amphientulus ambiguus (Tuxen, 1967)
- Amphientulus durumagi (Imadaté, 1973)
- Amphientulus gnangarae (Tuxen, 1967)
- Amphientulus ruseki (Nosek, 1978)
- Amphientulus sinensis Xiong, Xie & Yin, 2005
- Amphientulus sinuosus (Tuxen, 1967)
- Amphientulus validus (Tuxen, 1967)
- Amphientulus zelandicus Tuxen, 1986